# Gymnoglaux lawrencii
Gymnoglaux lawrencii, anteriormente Otus lawrencii, é uma espécie de ave estrigiforme pertencente à família Strigidae.